# سلین گنچ
سلین گنچ (انگلیسی: Selin Genç؛ زادهٔ ۲۱ ژوئن ۱۹۹۴) بازیگر، بازیگر سینما، بازیگر تلویزیون، و مدل (شخص) اهل ترکیه است. وی از سال ۲۰۱۸ میلادی تاکنون مشغول فعالیت بوده‌است.